# Élection gouvernorale de 2010 en Illinois
L’élection du gouverneur et de son adjoint a eu lieu le 2 novembre 2010 dans l'Illinois. 

## Déroulement
Les candidats au poste de gouverneur et lieutenant-gouverneur ont été investis séparément par leurs partis respectifs, le 2 février 2010. Cependant le gouverneur et gouverneur adjoint ne sont pas élus séparément, mais sur un "ticket" lors de l'élection générale.
Du côté démocrate, le gouverneur Pat Quinn est concurrencé par le contrôleur Dan Hynes. Au départ largement favori, Quinn voit l'avance que le sépare de Dan Hynes fondre comme neige au soleil. D'ailleurs quelques jours avant l'élection, un sondage Public Policy Polling, plaçait Hynes et Quinn au coude-à-coude (respectivement 41 % contre 40 %). Finalement Quinn l'emporte sur Hynes, avec seulement cinq mille voix d'avance.
Chez les républicains, on dénombre pas moins de six candidats : l'ancien président du parti républicain de l'Illinois Andrew McKenna, l'ancien procureur général Jim Ryan, les sénateurs Bill Brady et Kirk Dillard, ainsi que Dan Proft et Adam Andrzejewski. Comme chez les démocrates, l'élection s'annonce très ouverte et aucun candidat ne semble émerger. Finalement c'est Bill Brady qui s'impose d'une très courte tête, après un recomptage.
Le Chicago Sun-Times a rapporté que Scott Lee Cohen, le candidat investi par le parti démocrate pour devenir gouverneur adjoint, avait dans le dossier de son affaire de divorce des allégations de son ex-femme d'incidents graves qui ont abouti à placer sa femme sous protection. Cohen l'aurait notamment contraint à des relations sexuelles forcées, aurait mis des coups de pied dans leur porte de garage, et aurait eu des crises de rage en raison de son utilisation stéroïdes anabolisants (comme le Winstrol). Cohen a admis l'utilisation de ces stéroïdes, mais il a nié le reste. Face à ce scandale, Cohen subit des pressions des démocrates locaux pour jeter l’éponge. Le 7 février 2010, il annonce qu'il va se retirer. Le 27 mars 2010, une nouvelle primaire a lieu pour désigner le candidat démocrate au poste de gouverneur adjoint.
Le 2 novembre 2010, Quinn est réélu gouverneur avec un écart de dix-huit mille voix sur son concurrent républicain, avec sa victoire c'est la première fois depuis 1852 que les démocrates remportent pour la troisième fois consécutive l'élection au poste de gouverneur dans l'Illinois.

## Résultats

### Élection générale
| Élection générale : 2 novembre 2010 | Élection générale : 2 novembre 2010 | Élection générale : 2 novembre 2010 | Élection générale : 2 novembre 2010 | Élection générale : 2 novembre 2010 | Élection générale : 2 novembre 2010 |
| Partis                              | Partis                              | Candidats                           | Colistiers                          | Voix                                | %                                   |
| ----------------------------------- | ----------------------------------- | ----------------------------------- | ----------------------------------- | ----------------------------------- | ----------------------------------- |
|                                     | Démocrate                           | Pat Quinn                           | Sheila Simon                        | 1,721,812                           | 46.63                               |
|                                     | Républicain                         | Bill Brady                          | Jason Plummer                       | 1,702,399                           | 46.11                               |
|                                     | Indépendant                         | Scott Lee Cohen                     | Baxter Swilley                      | 134,219                             | 3.64                                |
|                                     | Vert                                | Rich Whitney                        | Don Crawford                        | 99,625                              | 2.70                                |

### Primaires
| Résultats               | Résultats            | Résultats                        | Résultats            | Résultats            | Résultats                                | Résultats            | Résultats            | Résultats            | Résultats            | Résultats |
| Partis                  | Partis               | Candidats au poste de gouverneur | Voix                 | %                    | Candidats au poste de gouverneur adjoint | Voix                 | %                    |                      |                      |           |
| Primaires démocrates    | Primaires démocrates | Primaires démocrates             | Primaires démocrates | Primaires démocrates | Primaires démocrates                     | Primaires démocrates | Primaires démocrates | Primaires démocrates | Primaires démocrates |           |
| ----------------------- | -------------------- | -------------------------------- | -------------------- | -------------------- | ---------------------------------------- | -------------------- | -------------------- | -------------------- | -------------------- | --------- |
|                         | Démocrate            | Pat Quinn                        | 440,595              | 50.31                | Scott Lee Cohen                          | 213,475              | 25.97                |                      |                      |           |
|                         | Démocrate            | Dan Hynes                        | 435,193              | 49.69                | Arthur Turner                            | 183,208              | 22.29                |                      |                      |           |
|                         | Démocrate            |                                  |                      |                      | Rickey Hendon                            | 113,690              | 13.83                |                      |                      |           |
|                         | Démocrate            | Mike Boland                      | 105,867              | 12.88                |                                          |                      |                      |                      |                      |           |
|                         | Démocrate            | Thomas Castillo                  | 105,383              | 12.82                |                                          |                      |                      |                      |                      |           |
|                         | Démocrate            | Terry Link                       | 100,335              | 12.21                |                                          |                      |                      |                      |                      |           |
| Primaires républicaines |                      |                                  |                      |                      |                                          |                      |                      |                      |                      |           |
|                         | Républicain          | Bill Brady                       | 154,005              | 20.50                | Jason Plummer                            | 238,169              | 33.98                |                      |                      |           |
|                         | Républicain          | Kirk Dillard                     | 152,572              | 20.31                | Matt Murphy                              | 233,572              | 33.33                |                      |                      |           |
|                         | Républicain          | Andrew McKenna                   | 142,935              | 19.02                | Don Tracy                                | 80,116               | 11.43                |                      |                      |           |
|                         | Républicain          | Jim Ryan                         | 127,373              | 16.95                | Brad Cole                                | 61,317               | 8.75                 |                      |                      |           |
|                         | Républicain          | Adam Andrzejewski                | 109,142              | 14.53                | Dennis Cook                              | 55,339               | 7.90                 |                      |                      |           |
|                         | Républicain          | Dan Proft                        | 58,173               | 7.74                 | Randy White                              | 32,343               | 4.62                 |                      |                      |           |
|                         | Républicain          | Robert Schillerstrom             | 7,216                | 0.96                 |                                          |                      |                      |                      |                      |           |

Résultat de la seconde primaire démocrate pour le poste de gouverneur adjoint :
- Sheila Simon, 1 092 845 voix (62,12 %)
- Arthur Turner, 581 813 voix (33,07 %)
- Raja Krishnamoorthi, 56 999 voix (3,24 %)
- Dirk Enger, 27 733 voix (1,58 %)